# Reckless
「Reckless」（レックレス）は、LAZYの18枚目のシングル。2011年7月13日にLantisから発売された。

## 概要
前作「感じてKnight」から2年ぶりのリリース。表題曲「Reckless」は、アニメーション映画『トワノクオン』の主題歌として使用されている。
前作はサポートメンバーを加えたユニット「ULTIMATE LAZY for MAZINGER」の名義で発表されたものであり、田中宏幸と樋口宗孝の没後にレイジー名義でCDが制作されたのは本シングルが初となる。
前作では田中、樋口の生前の音源が使用されたが、今作のレコーディングではベースを山本直哉、ドラムを村石雅行が担当した。
ジャケットはアニメのキャラクターデザインを担当した川元利浩による描き下ろしによる。

## 収録曲
（全作詞・作曲：影山ヒロノブ、編曲：LAZY）
1. Reckless [4:59]
2. Blind man [5:38]
3. Reckless （inst）
4. Blind man （inst）